# Ковалеве (Ніжинський район)
Ковальове́ —  село в Україні,  у Дмитрівській селищній громаді Ніжинського району Чернігівської області. На 2024 рік у селі ніхто не проживає.

## Населення

### Мова
Розподіл населення за рідною мовою за даними перепису 2001 року:
| Мова       | Кількість | Відсоток |
| ---------- | --------- | -------- |
| українська | 4         | 100%     |